# أولمبياد الشطرنج ال19
أولمبياد الشطرنج 1970  هي منافسة عالمية نظمها الاتحاد الدولي للشطرنج من 5 إلى 27 سبتمبر 1970 بمدينة زيغن الألمانية .